# Rancho de Guadalupe, Dolores Hidalgo
Rancho de Guadalupe är en ort i Mexiko.   Den ligger i kommunen Dolores Hidalgo och delstaten Guanajuato, i den centrala delen av landet, 280 km nordväst om huvudstaden Mexico City. Rancho de Guadalupe ligger 2 018 meter över havet och antalet invånare är 1 008.
Terrängen runt Rancho de Guadalupe är lite kuperad, och sluttar österut. Runt Rancho de Guadalupe är det ganska tätbefolkat, med 93 invånare per kvadratkilometer. Närmaste större samhälle är Dolores Hidalgo, 10,4 km sydost om Rancho de Guadalupe. Trakten runt Rancho de Guadalupe består i huvudsak av gräsmarker.